# Морено, Ипси
И́пси Море́но Гонса́лес (исп. Yipsi Moreno González; 19 ноября 1980, Камагуэй) — кубинская легкоатлетка, выступавшая в метании молота. Олимпийская чемпионка 2008 года, трёхкратная чемпионка мира (2001, 2003, 2005).

## Карьера
В одиннадцатилетнем возрасте Ипси Морено зачала заниматься в специализированной спортивной школе Серро Пеладо. Первоначально она занималась толканием ядра и метанием копья, поскольку женское метание молота не было официально признанным видом спорта. После признания вида в 1993 году Морено переключилась на метание молота.
В 1997 году Морено выиграла юношеские Панамериканские игры с результатом 55.74, через год стала шестой на молодёжном чемпионате мира, а в 1999 году завоевала первую медаль на взрослом уровне — она стала второй на Панамериканских играх. В 2000 году дебютировала на Олимпийских играх, где заняла четвёртое место, метнув молот в лучшей попытке на 68.33.
В 2001 году Ипси Морено впервые метнула молот далее, чем на 70 метров. На чемпионате мира в Эдмонтоне она показала результат 70.65 и впервые стала чемпионкой мира. Спустя несколько недель она завоевала серебро на Универсиаде.
Удачным для кубинки выдался 2003 год. Она установила свой персональный рекорд 75.14. Потом выиграла с результатом 74.25 Панамериканские игры и защитила звание чемпионки мира, показав в Париже результат 73.33 и обойдя более чем на полтора метра Ольгу Кузенкову. По итогам года Ипси Морено была названа спортсменкой года на Кубе.
На своих вторых Олимпийских играх Морено выиграла серебряную медаль. В своей лучшей попытке Морено отправила молот на 73.36, а её дуэльная соперница Кузенкова — на 75.02.
На чемпионате мира в Хельсинки Морено вновь проиграла Кузенковой, но впоследствии россиянка была уличена в использовании допинга и дисквалифицирована, а звание чемпионки мира перешло к Морено, для которой оно стало третьим подряд.
В 2007 году Морено второй раз стала чемпионкой Панамериканских игр, а на чемпионате мира завоевала серебро, уступив всего два сантиметра (74.74 против 74.76) немке Бетти Хайдлер.
Медаль аналогичного достоинства Морено завоевала на своей третьей Олимпиаде. В квалификации соревнований она показала лучший результат, но в финале вновь стала второй, проиграв на этот раз более метра Оксане Меньковой, в 2017 году, после дисквалификации белорусской спортсменки, Морено получила золотую медаль. Через полмесяца после Олимпиады Морено установила личный рекорд, метнув в Загребе молот на 76.62.
В 2011 году Морено в третий раз выиграла Панамериканские игры, установив рекорд соревнований (75.62), на чемпионате мира остановилась в шаге от медали.
На четвертой в карьере Олимпиаде Морено показала худший для себя результат, став только шестой. Такой же результат кубинка показала и на чемпионате мира в Москве.